# Televiziona Malagasy
Televiziona Malagasy, nota anche con l'acronimo TVM, è l'ente televisivo pubblico nonché rete televisiva nazionale del Madagascar.
Trasmette dalla capitale Antananarivo in malgascio e in francese.

## Storia
La televisione fu introdotta in Madagascar 7 anni dopo la dichiarazione d'indipendenza del Paese dalla Francia del 1960. Il 24 dicembre 1967, grazie all'allestimento di un impianto relé ad Antananarivo, l'allora Presidente della Repubblica Philibert Tsiranana poté inaugurare Televiziona Malagasy, che fu raggruppata con la radio di Stato nell'ente Radio Television Malagasy, trasmettendo in bianco e nero; entro il 1974 la copertura fu ampliata tramite dei ripetitori del segnale installati ad Ambatolampy, Antananarivo Est, Arivonimamo e Antsiranana. Negli anni settanta avvenne anche il passaggio al colore.
Il governo del Madagascar operò delle riforme all'emittenza durante gli anni novanta. Il servizio pubblico fu riorganizzato e rinominato "Office de Radio et de Télévision à Madagascar", mentre fu autorizzata la nascita di una concorrenza privata. Benché da quel momento il monopolio televisivo pubblico si sia dunque rotto, TVM resta l'unico canale a coprire via terrestre l'intero territorio nazionale. 
Negli anni che seguirono la rete iniziò a trasmettere anche via satellite e poi anche online su vari siti.
Nel 2009 la sede principale dell'azienda nella capitale subì un incendio a causa di una profonda crisi politica del Paese e agli scontri, anche violenti, che ne seguirono.
Nel 2013 il governo stanziò dei fondi per effettuare le riparazioni.
Negli anni duemiladieci il Paese è passato gradualmente al sistema digitale terrestre.
Il palinsesto di TVM, 24 ore su 24, è composto da programmi d'informazione, arte e cultura, rubriche, sport, musica, film, serie televisive, telenovelas e programmi per bambini.
Dà anche copertura dei principali eventi istituzionali, delle principali manifestazioni e degli spettacoli locali.

## Programmi

### Informazione
- Vaovao an-tsary, telegiornale in lingua malgascia
- Journal télévisé, telegiornale in lingua francese
- Feon-gazety, rassegna stampa quotidiana
- Vaovaom-paritra, notizie regionali
- Vaovao Tselatra, notizie flash
- Vaovao Iraisam-pirenena, notizie internazionali
- Météo, previsioni meteorologiche
- Ady Hevitra, dibattiti a carattere politico, economico e sociale

### Cultura
- Ndao Hahitsy Ny Diso, rubrica di letteratura
- Ndao Hamaky Boky, rubrica di letteratura
- Art Maro Seho, monografie di artisti sia conosciuti che debuttanti
- Zahatany, magazine/reportage su turismo e ambiente
- Kom’inona, magazine di geografia, economia e cultura del Madagascar
- Gasy Mafoaka, programma di monografie su malgasci di successo nei vari campi
- Tsy Mavozo Birao, programma didattico
- Karoka Sy Ketrika, programma di scienza e tecnologia

### Lifestyle
- Ampela Mionjo, rubrica su problematiche socio-culturali femminili
- Lilin-Draza, rubrica di costume
- Zo Sy Lalana, programma di giurisprudenza locale
- TV Mahasoa, programma sulle attività sanitarie nella città di Mahasoa, centro di coordinamento di servizi d'emergenza (farmacie, centri sanitari, etc.)
- Tolotra sy tinady, contenitore di piccoli annunci
- Sante Hebdo, programma di medicina e salute
- Ketriketrika Tsara Nahandro, programma di cucina
- Lakozia, programma di cucina e catering

### Giovani
- Pao-Tsatroka, programma musicale
- Karakory Antsika Jiaby, programma musicale
- Soradihy, corso di danza
- Stars Parade, programma musicale di TV5 Monde sugli artisti africani
- Samby @ Asany, rubrica sul mondo del lavoro rivolta ai giovani

### Intrattenimento
- Anay et Sipa, serie televisiva
- Tenim-Pitia, serie televisiva
- Fitiavana Fiainana, serie televisiva
- La Reina del Flow 2, serie televisiva
- Pleine Lune, serie televisiva
- Marimar, telenovela
- Fou Hehy, commedia malgascia

### Bambini
- Tsorabitsika, programma per bambini
- Tsaiky Misaoma, gioco per bambini
- Iza No Ho Namanay, programma didattico sullo Scautismo

### Religione
- CEAEM, programma di religione cristiana evangelica

## Servizi

### Televisione
| Nome                 | Sede         | Тipo        | Lancio | Lingua              |
| -------------------- | ------------ | ----------- | ------ | ------------------- |
| Televiziona Malagasy | Antananarivo | generalista | 1967   | malgascio, francese |

## Ricezione

### Terrestre
Televiziona Malagasy trasmette in standard DVB-T HD.

### Satellite[9]
| Satellite          | Eutelsat 16A         | Eutelsat 16A         | SES 5                |
| Posizione orbitale | 16.0° E              | 16.0° E              | 5.0° E               |
| Canali             | Televiziona Malagasy | Televiziona Malagasy | Televiziona Malagasy |
| Frequenza          | 11024 H              | 11471 H              | 12341 H              |
| SR                 | 3333                 | 30000                | 27500                |
| FEC                | 5/6                  | 2/3                  | 3/4                  |
| Modulazione        |                      | 8PSK                 | QPSK                 |

### Streaming
Televiziona Malagasy in streaming Archiviato il 2 luglio 2023 in Internet Archive.